# Santa Cristina (Quinto di Treviso)
Santa Cristina è l'unica frazione del comune di Quinto di Treviso, in provincia di Treviso.

## Geografia fisica
Sorge all'estremità occidentale del territorio comunale, al confine con Morgano, Sant'Alberto di Zero Branco e Paese. L'abitato si estende per buona parte a nord-est del fiume Sile che scorre, in questo tratto, in una zona notevole dal punto di vista naturalistico, e per questo protetta nell'ambito del parco naturale regionale del Fiume Sile.

## Monumenti e luoghi d'interesse

### Chiesa parrocchiale

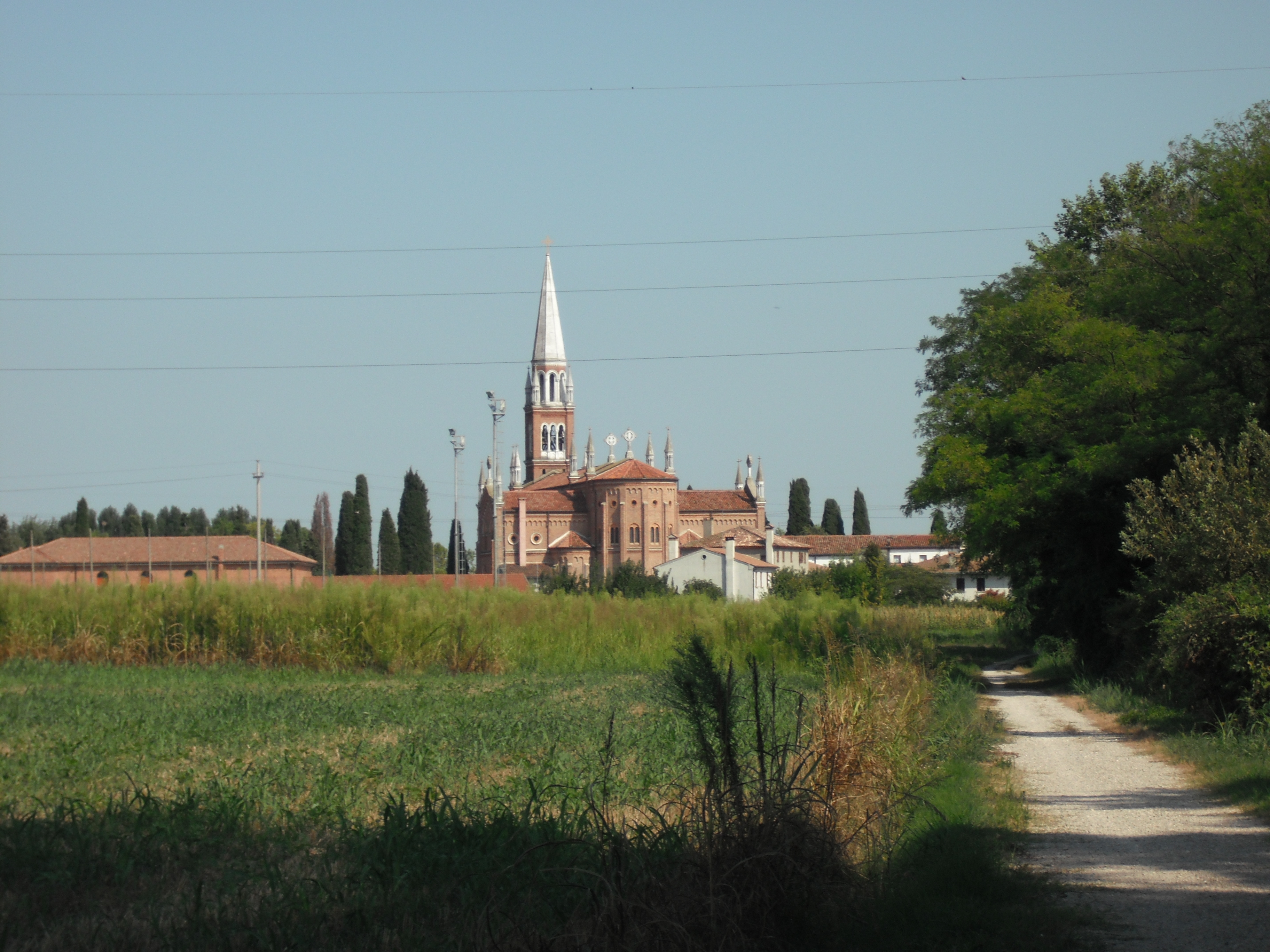
La chiesa di Santa Cristina vista da ovest.

Edificio stile neogotico con caratteristico campanile posto inusualmente sopra il portale d'ingresso, possiede varie importanti opere d'arte tra cui spicca la pala d'altare (Madonna in trono col Bambino tra i Santi Cristina di Bolsena, Pietro, Liberale e Girolamo), di Lorenzo Lotto.

### L'Oasi di Cervara
Rappresenta una delle porte di accesso al parco naturale del Sile che, come già accennato, a Santa Cristina forma un'importantissima zona palustre. Si estende su un isolotto di 25 ettari delimitato a nord dal Sile e a sud dalla Piovega. Alla base dell'ecosistema è la fitta presenza di risorgive che danno vita a un ambiente ricchissimo dal punto di vista floristico e faunistico.
L'importanza dell'area è anche storica e culturale: all'interno sorge infatti il mulino di Cervara, attivo almeno dal 1325, a cui si aggiungono anche un casone e una peschiera, ricostruzioni storiche che illustrano le tradizionali attività umane della zona.
L'Oasi è classificata come Sito di Interesse Comunitario.

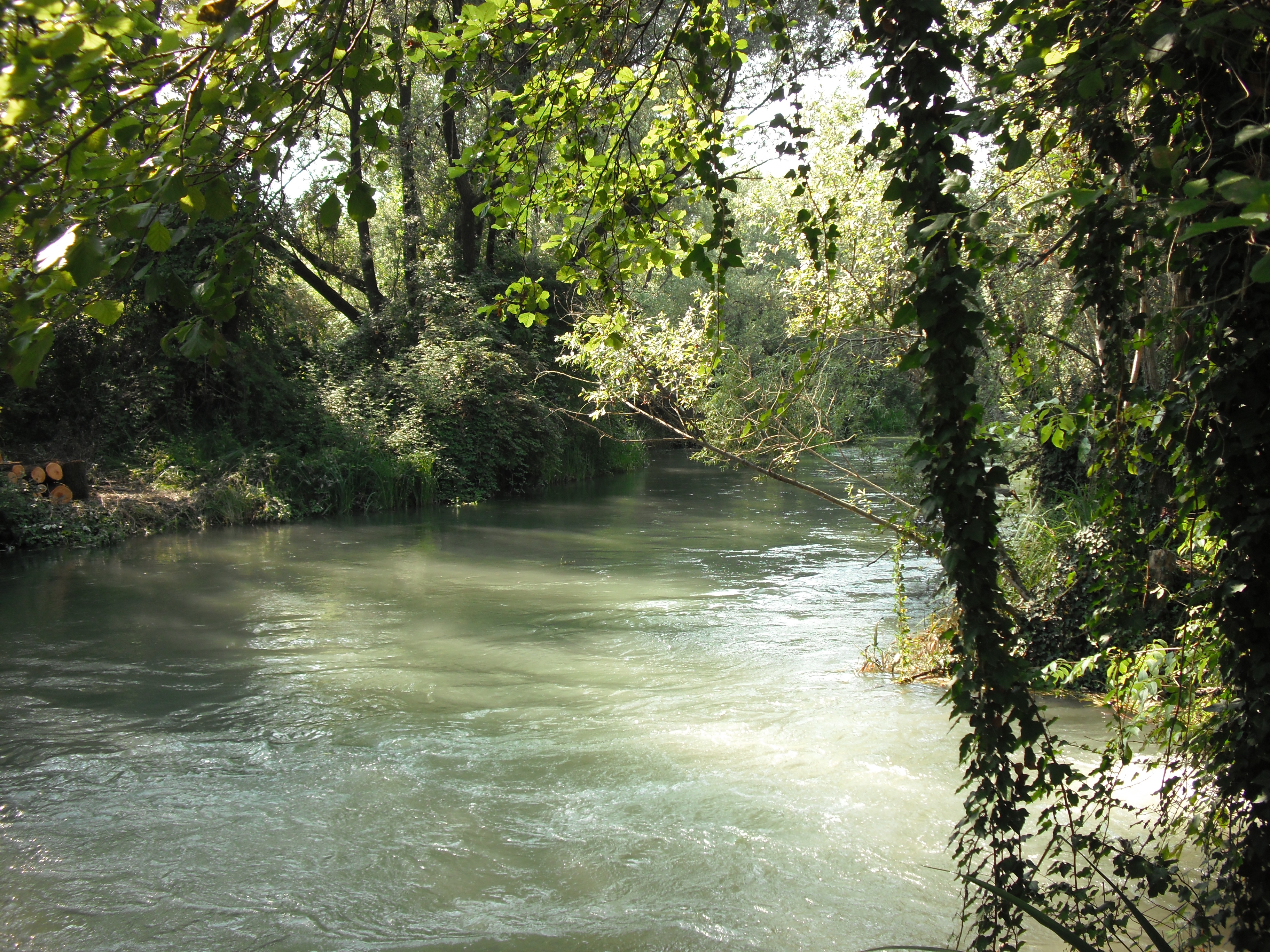
Il Sile nei pressi dell'Oasi.
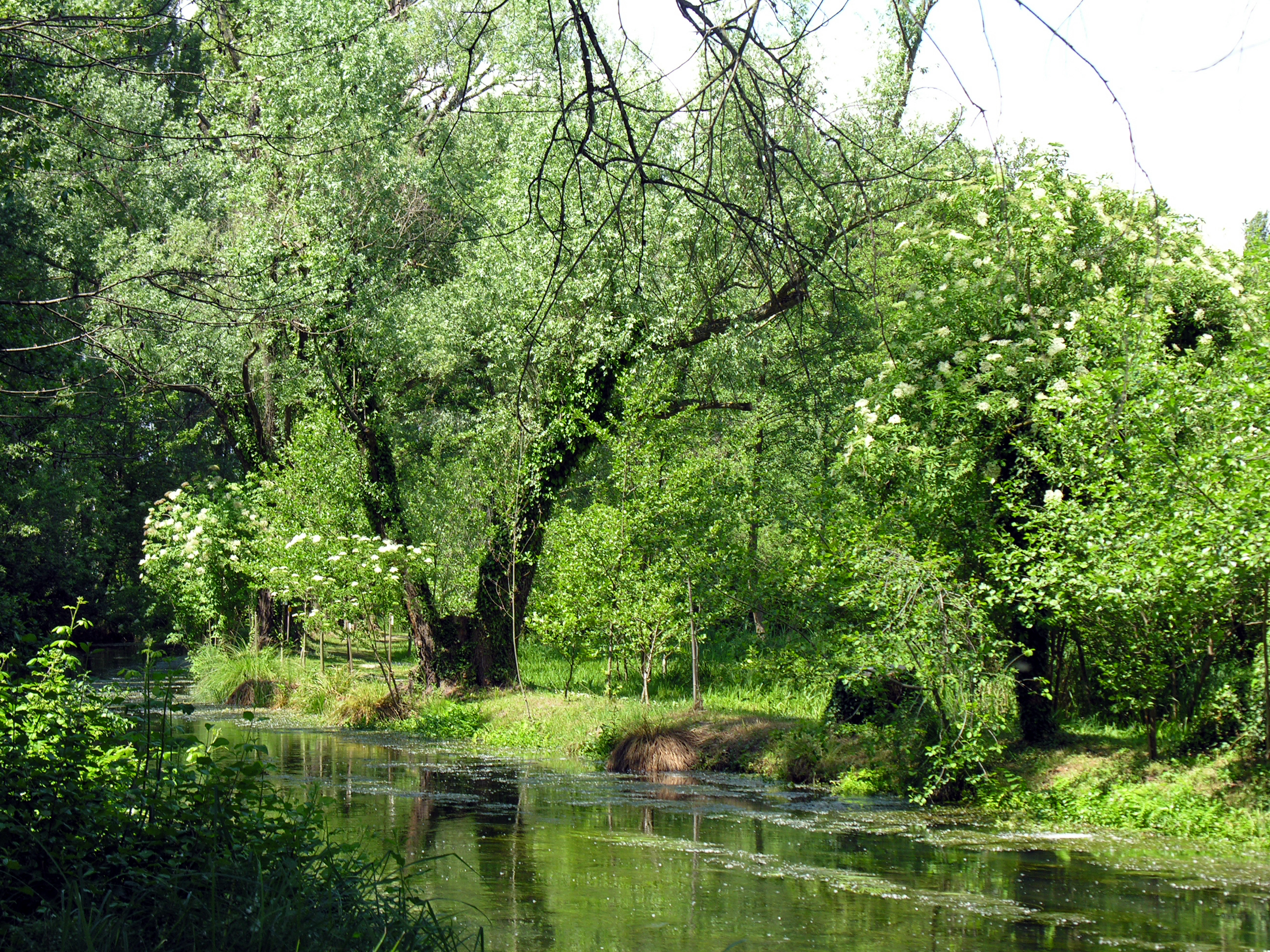
Scorcio dell'Oasi.
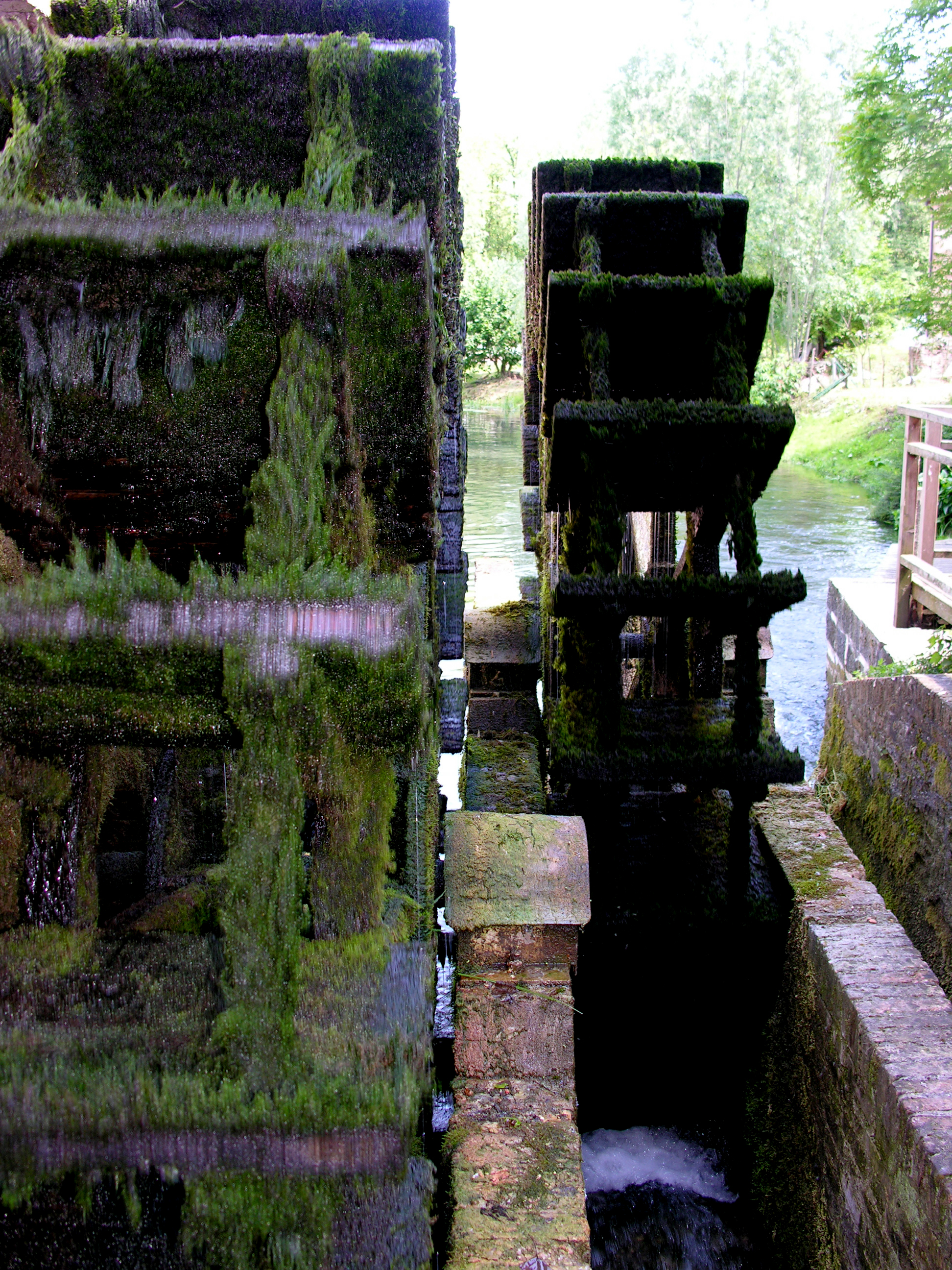
Le ruote del mulino.